# Paekgok Ch’ŏnŭng
Paekgok Ch’ŏnŭng (ur. 1617, zm. 1680) – koreański mistrz sŏn o silnym nastawieniu doktrynalnym.

## Życiorys
Został mnichem jeszcze jako dziecko. Praktykował wtedy na górze Songni. W wieku 17 lat udał się do Seulu, gdzie studiował język chiński i konfucjanizm. Jego nauczycielem był wtedy Sin Iksŏng. W jakiś czas potem został wyznaczony na stanowisko doch'ongsŏpa, ale natychmiast z niego zrezygnował.
Gdy do władzy doszedł król Hyŏnjong nasiliła się walka z buddyzmem. Paekgok wystosował list protestacyjny przeciwko niesprawiedliwym represjom. List ten jest najdłuższym aktem protestu w całym okresie Chosŏn. Był przy tym tak logiczny, że konfucjaniści nie mogli obronić swojego stanowiska.
Prowadził życie skupione na praktyce w różnych klasztorach na różnych górach Korei.
Zmarł w szóstym roku panowania króla Sukjonga, czyli w roku 1680.

## Prace literackie
- Paekgokjip (Zbiór Paekgoka)
- Imsŏngdang taesa haengjang (Biografia mistrza Imsŏnga)
- Kanp'yesŏkgyoso (Petycja [w sprawie] prześladowania buddyzmu)

## Linia przekazu Dharmy zen
Pierwsza liczba oznacza liczbę pokoleń mistrzów od 1 Patriarchy indyjskiego Mahakaśjapy.
Druga liczba oznacza liczbę pokoleń od 28/1 Bodhidharmy, 28 Patriarchy Indii i 1 Patriarchy Chin.
Trzecia liczba oznacza początek nowej linii przekazu w danym kraju.
- 56/29. Shiwu Qinggong (Shishi) (1272–1352) Chiny; szkoła yangqi
  - 57/30/1. T’aego Poŭ (1301–1382) Korea; szkoła imje chong; od 1356 r. chogye chong
    - 58/31/2. Ch'anyǒng
    - 58/31/2. Choi
    - 58/31/2. Wŏngyu
    - 58/31/2. Hwanam Honsu (1320–1392)
      - 59/32/3. Kugok Kakun (bd)
        - 60/33/4. Pyŏkkye Chŏngsim (zm. ok. 1492)
          - 61/34/5. Pyŏksong Chiŏm (1464–1534)
            - 62/35/6. Ilsŏn Kyŏngsŏng (1482–1568)
            - 62/35/6. Puyong Yŏnggwan (1485–1571)
              - 63/36/7. Puhyu Sŏnsu (1543–1615)
                - 64/37/8. Noejŏng Ŭngmuk (bd)
                - 64/37/8. Siga Huiok (bd)
                - 64/37/8. Songgye Sŏnghyŏn (bd)
                - 64/37/8. Hwanjŏk Inmun (bd)
                - 64/37/8. P'oheo Tamsu (bd)
                - 64/37/8. Huiŏn (bd)
                - 64/37/8. Pyŏgam Kaksŏng (1575–1660)
                  - 65/38/9. Hoeŭn Ŭngjun (1587–1627)
                    - 66/39/10. Ch'ŏsang (bd)
                    - 66/39/10. Dohak (bd)

                  - 65/38/9. Moun Ch'inŏn (bd)
                  - 65/38/9. Paekgok Ch’ŏnŭng (1617–1680)
                    - 66/39/10. Ku'am Sŭnggak (bd)
                    - 66/39/10. Sigyŏng Chinmyŏng (bd)
                      - 67/40/11. Taeji Haeyŏn (bd)
                      - 67/40/11. Sŏlbin Sasun (bd)

                  - 65/38/9. Ch’wimi Such’o (1590–1660)
                    - 66/39/10. Paegam Sŏngch’ong (1631–1700)
                      - 67/40/11. Pogwang Wonmin (bd)
                        - 68/41/12. Hoeam Sŏng'an (bd)

                      - 67/40/11. Muyong Suyŏn (1651–1719)
                        - 68/41/12. Yŏnghae Yakt'an (bd)
                          - 69/42/13. P'ungam Sech'al (1688–1767)
                            - 70/43/14. Mugam Ch’oenul (1717–1790)
                              - 71/44/15. Hwanhae Pŏbrin (bd)
                              - 71/44/15. Pong'am Nakhyŏn (bd)
                              - 71/44/15. Sŏngbong Chang'ŏn (bd)
                              - 71/44/15. Wawol Kyop'yŏng (bd)

                            - 70/43/14. Yuak Ch’aekhyŏn (bd)
                            - 70/43/14. Ŭngam Nangyun (bd)
                            - 70/43/14. Che'un Haejing (bd)
                            - 70/43/14. Pyŏkdam Haengin (bd)

                        - 68/41/12. Wanhwa Ch'ŏhae (bd)

                    - 66/39/10. Ch'wiam Haeran (bd)
                    - 66/39/10. Sŏlp'a Mingi (bd)

              - 63/36/7. Ch'ŏnghŏ Hyujŏng (1520–1604) (znany jako Sŏsan Taesa)